# 李最應
李最應（：／，1815年—1882年），字良伯（양백），號山響（산향），獲封興寅君（：／），朝鮮王朝時代的王族，興宣大院君李昰應的兄長。1842年以冬至兼謝恩正使，与副使李圭枋、書狀官趙鳳夏出使清朝。
在大院君掌政時任景福宫营建都监提调。此后曾出任扈卫大将、判义禁府事、判宗正卿等职位。但一直得不到重用，被形容为“厨下饥狗”。因此，興寅君在权力斗争中倒向闵妃。
1873年大院君失勢，興寅君獲得明成皇后登用，1874年任左議政， 他的宅邸遭人纵火，事后查出“火贼”为大院君的亲信申哲均。次年升任領議政。他在朝鮮王朝500多年的歷史中是少數能掌握實權並擔任重職的王室宗親，（有明文規定宗親不得干涉政事，而且李氏宗親大多只會吃喝玩樂，真正有能力的確實也是少之又少），1880年設立統理機務衙門（통리기무아문），成為首任總理大臣。1882年，他在壬午軍亂（임오군란）時在自宅被暴民所殺，终年67岁。七月四日，大院君政权赠李最应謚号孝宪，大院君倒台后，谥号改为忠翼。光武九年（1905年）改謚号文忠。

## 政绩
興寅君基本没有政绩可言，其出任左议政时，曾主张在称呼方面对日本妥协，“彼书中数个字，不过是渠国臣子自尊之称，于我乎何损之有哉？交邻文字之不有谦恭，其曲在于彼，而其妄又在于彼矣。积年相持，阻我怀柔之意则还涉自侮，亦缺诚信”。云扬号事件发生时，作为領議政的興寅君束手无策，对所有建议只说“唯”（是的），人称“唯唯政丞”。 在闵妃指示下与日本签订《江华条约》，这是朝鲜近代史上第一个不平等条约。科举由他主考閱卷时，他无法辨别文章的優劣，只能靠抽签来分出等第。
1880年，修信使金宏集从日本带来清朝驻日参赞黄遵宪所撰的《朝鲜策略》，主张朝鲜接受西方先进科技，实行改革；对外“亲華，结日，联米，抵俄”。李最应深表赞同，但是遭到广大儒生的强烈反对，300多名庆尚道儒生上“万人疏”，坚决反对，1881年在汉城伏阙上疏。各地儒生高举“卫正斥邪”旗帜，群起上疏，史称辛巳斥邪运动。李最应下令逮捕无数儒生并亲自严刑拷打。最后处决了洪在鹤等“疏首”，又将十多人人流放边地或荒岛。这一事件激起了众怒。

## 家族關係
- 父親：南延君李球（1788－1836）
- 母親：驪興郡夫人閔氏（1788－1831），閔景爀女
  - 元配：安東權氏（1813－1848），父權羲仁，沒有生育[9]
  - 繼配：延日鄭氏（1831－1852），父鄭明源，沒有生育
  - 繼配：安東金氏（1834－1868），父金晚根
    - 子：完永君（朝鲜语：이재긍）李載兢（1857－1881）
    - 媳婦：南陽洪氏（1856－1885），父洪坃
      - 養孙：李址鎔，廣平大君後裔李熙夏（朝鲜语：이희하）之子[10]。